# Avigdor Lieberman
Avigdor Lieberman (hebreisk stavning אביגדור ליברמן), född som Evet Lieberman den 5 juli 1958 i Chișinău i Sovjetunionen (i nuvarande Moldavien), var Israels utrikesminister mellan 2009 och 2015. Därefter blev han försvarsminister. På grund av en rättsprocess gjorde Lieberman ett uppehåll i rollen som utrikesminister mellan 18 december 2012 och 11 november 2013. Under tiden övertogs hans arbete av premiärminister Benjamin Netanyahu.

## Biografi
Lieberman emigrerade till Israel vid 21 års ålder, 1978, och tjänstgjorde i israeliska armén. Han är utbildad i Israel i statsvetenskap vid Hebreiska universitetet i Jerusalem. Han har varit engagerad i en mängd organisationer, och givit ut en tidning vid namn Yoman Yisraeli. Han tillhörde tidigare Likud. 1999 bildade han det parti han nu leder, Yisrael Beiteinu ("Israel är vårt hem"), ett nationalistiskt parti med sin bas bland väljare från det forna Sovjetunionen. Sedan 1999 är han invald i Knesset. Han blev utnämnd till infrastrukturminister 2001, men avgick 2002. 2003 utnämndes han till transportminister, men tvingades än en gång avgå året efter.  
Han är gift och har tre barn samt är bosatt i Nokdim på ockuperad mark. Lieberman talar hebreiska, ryska, engelska och rumänska.

### Kontroverser
Lieberman är en kontroversiell person som har kritiserats av andra israeliska politiker för sina kontroversiella uttalanden. Han har bland annat sagt att israeliska parlamentsledamöter som samtalar med Hamas bör avrättas, att Israel borde bekämpa Hamas på samma sätt som USA bekämpade Japan under andra världskriget (det vill säga med kärnvapen) och att Gaza borde behandlas "som Tjetjenien". Efter att Sverige 2014 erkänt Palestina som statsbildning har han vägrat möta Sveriges utrikesminister. Då Palestina verkar för att upptas som medlem i Internationella brottsmålsdomstolen i Haag (ICC) för att kunna ställa israeliska parter inför rätta för krigsbrott etc har han inlett påtryckningar på en rad andra medlemsländer – däribland Tyskland, Australien och Kanada – för att förmå dem att sluta betala sina medlemsavgifter till brottsmålsdomstolen.
Lieberman förordar att Israel ansluts till EU och NATO.
Han vill att araber som bor i Israel ska avge en lojalitetsförklaring, och han har starkt stöd bland de israeliska bosättarna i Judéen och Samarien, den omtvistade Västbanken. Han har blivit medialt anklagad för mutbrott, men aldrig blivit åtalad, även om han blev förhörd av polis. Själv har han hävdat och vidhållit sin oskuld.